# Ареа Артиђанале (Белуно)
Ареа Артиђанале (итал. Area Artigianale) је насеље у Италији у округу Белуно, региону Венето.
Према процени из 2011. у насељу је живело 4 становника. Насеље се налази на надморској висини од 290 м.